# Borel (cràter)
Borel és un petit cràter d'impacte de la Lluna situat a la part sud-est de la Mare Serenitatis. Al nord-est es troba el cràter Li Monnier. Borel va ser identificat prèviament com Le Monnier C abans de ser reanomenat per la UAI.

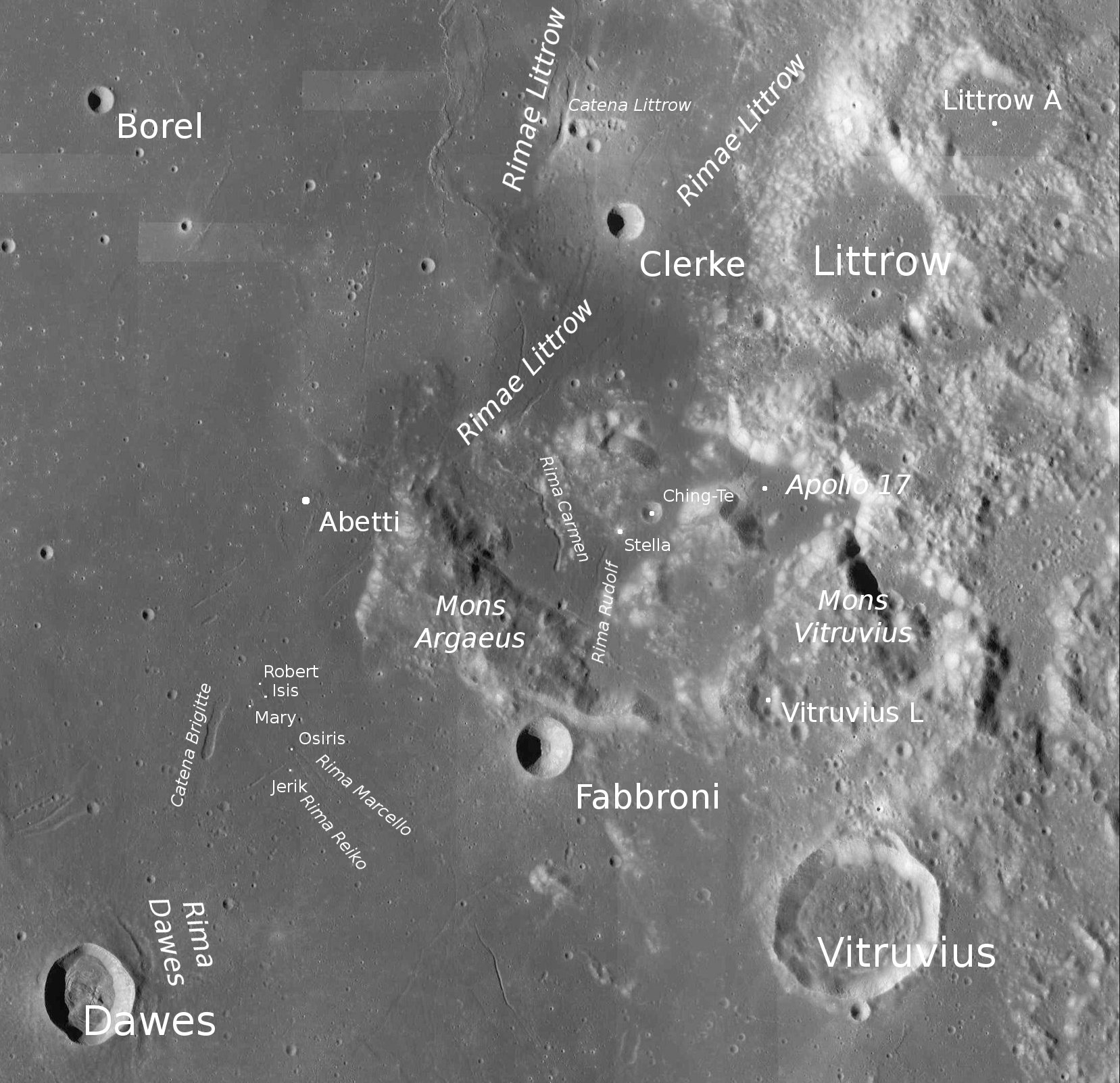
Localització de Borel (dalt a l'esquerra de la imatge)
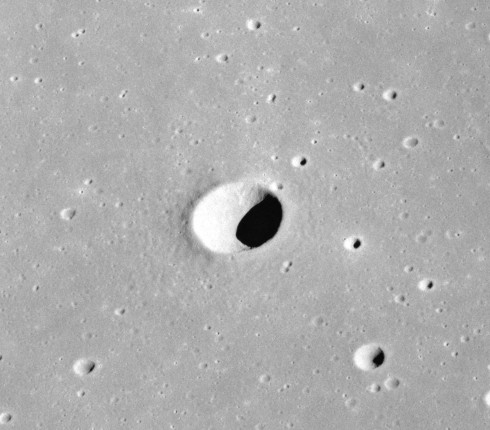
Fotografia des de l'Apollo 17

Es tracta d'un element més o menys circular amb forma de copa, amb el sòl de les seves vores interiors que descendeixen fins al punt mig del cràter. L'interior té una albedo més alta que la mar lunar fosca que l'envolta.